# Fortuna (Hiszpania)
Fortuna – gmina w Hiszpanii, w prowincji Murcja, w Murcji, o powierzchni 149,33 km². W 2011 roku gmina liczyła 10 098 mieszkańców.